# Lac Carole
Lac Carole är en sjö i Kanada.   Den ligger i regionen Saguenay–Lac-Saint-Jean och provinsen Québec, i den östra delen av landet, 700 km norr om huvudstaden Ottawa. Lac Carole ligger 554 meter över havet. Arean är 2,7 kvadratkilometer. Den ligger vid sjön Lac Richaume. Den sträcker sig 4,0 kilometer i nord-sydlig riktning, och 2,1 kilometer i öst-västlig riktning.
Omgivningarna runt Lac Carole är i huvudsak ett öppet busklandskap. Trakten runt Lac Carole är nära nog obefolkad, med mindre än två invånare per kvadratkilometer.